# Réseau de bus Volánbusz
Le réseau de bus Volánbusz couvre l'ensemble de Budapest, essentiellement sa lointaine agglomération. Partie prenante du réseau d'autobus de Budapest, il est exploité par la société publique Volánbusz.